# Aulacidae
Gli Aulacidi (Aulacidae Ashmead, 1900) sono una famiglia di imenotteri apocriti.

## Biologia
Sono endoparassitoidi primari di coleotteri (Cerambycidae, Buprestidae) o imenotteri (Symphyta, Xiphydriidae).

## Distribuzione
La famiglia ha distribuzione cosmopolita.

## Tassonomia
Comprende 9 generi di cui solo 2 non estinti:
- Aulacus Jurine, 1807
- Pristaulacus Kieffer, 1900

Estinti:
- Aulacopsis Hong and Wang, 1990†
- Aulacostethus Philippi, 1873†
- Baissa Rasnitsyn, 1975†
- Hyptiogastrites Cockerell, 1917†
- Micraulacinus Kieffer, 1910†
- Vectevania Cockerell, 1922†
- Xuaulacites Hong, 2002†